# Zbigniew Pawłowski (ekonomista)
Zbigniew Maria Pawłowski (ur. 22 listopada 1930 we Lwowie, zm. 4 sierpnia 1981 w Katowicach) – polski statystyk, ekonomista, jeden z pionierów ekonometrii w Polsce, profesor doktor habilitowany nauk ekonomicznych.

## Życiorys
Ukończył VI Liceum Ogólnokształcące im. Tadeusza Reytana w Warszawie (1949) i Szkołę Główną Planowania i Statystyki w Warszawie (obecnie Szkoła Główna Handlowa) (1954, dyplom magistra ekonomii ze specjalnością statystyka matematyczna, promotor Wiesław Sadowski). W 1957 uzyskał stopień naukowy doktora na podstawie rozprawy Sprawdzenie niektórych klas hipotez złożonych testem sekwencyjnym Wolda w statystycznej kontroli jakości (promotor Wiesław Sadowski), a w 1962 stopień doktora habilitowanego nauk ekonomicznych na podstawie pracy Ekonometryczne metody badania popytu konsumpcyjnego, nadany przez Radę Wydziału Finansów SGPiS. W 1967 otrzymał tytuł profesora nadzwyczajnego, w 1972 zwyczajnego.
Początkowo pracował w Szkole Głównej Planowania i Statystyki w Warszawie, a od 1962 w Wyższej Szkole Ekonomicznej w Katowicach (obecnie Uniwersytet Ekonomiczny w Katowicach), gdzie pełnił funkcję kierownika Katedry Statystyki. W 1969 został dyrektorem Instytutu Metod Rachunku Ekonomicznego WSE, a w 1974 dyrektorem Instytutu Ekonometrii WSE. W latach 1968–1974 prorektor ds. nauki Wyższej Szkoły Ekonomicznej w Katowicach. Był członkiem Komitetu Nauk Ekonomicznych PAN (od 1966), Komitetu Badań i Prognoz „Polska 2000” PAN, od 1972 zastępcą przewodniczącego Komitetu Statystyki i Ekonometrii PAN. Członek Komitetu Redakcyjnego „Przeglądu Statystycznego”, Rady Naukowej Zakładu Badań Statystyczno-Ekonomicznych Głównego Urzędu Statystycznego oraz Komisji Matematycznej GUS (od 1978 jej przewodniczący). Kierował zespołem, który opracował jeden z pierwszych modeli gospodarki polskiej; rezultaty tych badań opublikowano w pracy zbiorowej Model ekonometryczny gospodarki Polski Ludowej (1968) pod redakcją Zbigniewa Pawłowskiego. Twórca tzw. metody Pawłowskiego, stosowanej w modelowaniu statystycznym, zwłaszcza w ekonometrii. Autor 149 prac naukowych. Wypromował 25 doktorów.
Od okresu nauki w szkole średniej aż do śmierci mieszkał w Warszawie. Był członkiem PZPR. Zmarł na wylew krwi do mózgu. Został pochowany w grobie rodzinnym na cmentarzu Powązkowskim w Warszawie (kwatera 257d, rząd 5, miejsce 12).

## Publikacje książkowe
- Ekonometryczne metody badania popytu konsumpcyjnego, Państwowe Wydawnictwo Naukowe, Warszawa 1961, 1971
- Wstęp do statystyki matematycznej, Państwowe Wydawnictwo Naukowe, Warszawa 1965, 1966, 1969
- Teoria prognozy ekonometrycznej w gospodarce socjalistycznej, Państwowe Wydawnictwo Naukowe Warszawa 1968, 1974
- Ekonometria, Państwowe Wydawnictwo Naukowe, Warszawa 1969, 1972, 1975, 1978, 1980
- Ekonometryczna analiza procesu produkcyjnego, Państwowe Wydawnictwo Naukowe, Warszawa 1971, 1976
- Wstęp do statystycznej metody reprezentacyjnej, Państwowe Wydawnictwo Naukowe, Warszawa 1972
- Prognozy ekonometryczne, Państwowe Wydawnictwo Naukowe, Warszawa 1973
- Statystyka matematyczna, Państwowe Wydawnictwo Naukowe, Warszawa 1976, 1980, 1981
- Elementy ekonometrii, Państwowe Wydawnictwo Naukowe, Warszawa 1981
- Zasady predykcji ekonometrycznej, Państwowe Wydawnictwo Naukowe, Warszawa 1982